# زلزال ساغينيه 1988
زلزال ساغينيه 1988 هو زلزالٌ وقعَ في ساغينيه في كندا بتاريخ 25 نوفمبر 1988. بلغت شدتهُ 5.9 على مقياس درجة العزم،